# Catocala postactea
Catocala postactea là một loài bướm đêm trong họ Erebidae.